# Palais Leonetti
Le Palazzo Leonetti est un palais de style Art nouveau du centre historique de Naples ; il est situé via dei Mille dans le quartier de Chiaia, et abrite le siège du consulat britannique et du consulat espagnol.

## Historique et description
Le palais a été conçu par l'ingénieur Gioacchino Luigi Mellucci et par l'architecte Giulio Ulisse Arata entre 1908 et 1910 ; dans le projet d'origine, il devait être utilisé comme hôtel, mais la destination a été changée en maisons de location. La typologie de l'immeuble est influencée par la présence historique de la rue: elle est caractérisée par une implantation en "U", créant ainsi un espace pour un jardin.
La décoration est d'inspiration classique, ainsi les frontons des fenêtres, mais il présente également un fin décor floral en stuc, et les balustrades métalliques des balcons rappellent les goûts modernistes.